# Ratchet & Clank: Before the Nexus
Ratchet & Clank: Before the Nexus är ett "ändlöst pågående" spel, skapad för att marknadsföra Ratchet & Clank: Nexus och ingår i Ratchet & Clank-serien. Spelaren måste samla bultar och besegra fiender. Spelet släpptes den 19 december 2013 exklusivt för iOS och Android plattformar.